# Mémoires (Philippe Aubert de Gaspé)
Les Mémoires de Philippe Aubert de Gaspé, publiées en 1866, sont une compilation d'un ensemble de souvenirs de jeunesse de l'auteur. Philippe Aubert de Gaspé est âgé de soixante-dix-neuf ans au moment de la rédaction des Mémoires. Les anecdotes datent pour l'essentiel des années 1780 aux années 1820 et se déroulent dans la ville de Québec ainsi qu'à Saint-Jean-Port-Joli, où se situe le manoir de la seigneurie familiale. 
Les Mémoires constituent un document historique de premier plan pour comprendre la société québécoise d'après la Conquête et des débuts du régime anglais.

## Influences et style
Philippe Aubert de Gaspé s'est inspiré des mémorialistes de l'Ancien Régime et particulièrement du dernier et du plus célèbre d'entre eux, François-René de Chateaubriand pour écrire ses mémoires : « Par-dessus tout, Aubert de Gaspé emprunte aux mémoires d'Ancien Régime leur goût pour l'observation, dégagée de tout préjugé, du spectacle de la vie ».
L'auteur est le témoin de nombre de changements au cours de sa vie : instauration de la domination anglaise, problèmes politiques avec l'occupant, émergence d'une société commerciale et industrielle. Philippe Aubert de Gaspé rappelle les racines françaises et rurales d'une société d'une société canadienne-française en pleine industrialisation.
Au travers des Mémoires, il dresse également le portrait d'une classe nobiliaire qui a perdu son rôle social dominant au moment de la Conquête, mais qui faisait montre d'une joie et de savoir vivre qui dépasse de loin ceux des contemporains de l'auteur. La nostalgie de ce « bon vieux temps » traverse les Mémoires et l'auteur critique à de nombreuses reprises le manque de bonnes manières et d'éducation de ses contemporains.

## Structure
L'auteur admet au début des Mémoires qu'il n'a pas de plan défini pour l’ouvrage. Celui-ci se compose de souvenirs, organisés plus ou moins chronologiquement, des quatre premières décennies de la vie de l'auteur. 

### Chapitre premier
Les Mémoires s'ouvrent sur l'histoire du coin de Fanchette, une femme qui laisse un grand nombre de choses à la traine et qui, à la place de faire du ménage, entasse des décennies durant les objets dans un coin qui devient trop exigu pour les accueillir. De la même manière, ce sont ces souvenirs pêle-mêle que l'auteur va raconter tout au long des Mémoires et non un système organisé.
Le chapitre relate ensuite une série d'anecdotes de sa petite enfance, principalement celle d'une maladie qui a failli emporter le jeune Aubert de Gaspé. Cette maladie survient à Saint-Jean-Port-Joli. En effet, la famille Aubert de Gaspé y possède « une maison d'assez modeste apparence, ayant néanmoins la prétention de remplacer l'ancien et opulent manoir que messieurs les Anglais avaient brûlé en 1759 ». Ce manoir sera non seulement très important dans les Mémoires, car Philippe Aubert de Gaspé y séjourne une partie importante de sa vie, mais il figure également dans Les Anciens Canadiens, où l'épisode de l'incendie durant la Guerre de Sept Ans sera raconté.

### Chapitre deuxième
Le chapitre est consacré à une série d'histoires en lien avec la présence de militaires britanniques dans Québec ainsi que la mort du général américain Montgomery au moment de la bataille de Québec (1775), dont la famille Aubert de Gaspé va adopter le chien après la mort du maître et la déroute américaine. 
L'auteur livre ensuite ses réflexions sur la progression du parjure dans les tribunaux, attribué au peu de crainte que suscite désormais la punition divine ou la justice criminelle : « Un témoin commet maintenant un parjure qui ruine une famille, qui fait condamner un innocent ; on lui inflige une amende d'une dizaine de piastres, et le juge débonnaire lui dit : « Allez mon ami, et ne péchez plus » ». L'auteur raconte alors une série de châtiments publics qui avaient alors cours à Québec ainsi que des histoires judiciaires.

### Chapitre troisième
L'auteur raconte une série d'anecdotes en lien avec la communauté des Récollets de Québec ainsi que l'incendie qui détruit le couvent en 1796. L'auteur souligne l'apport positif de la communauté dans la vie de la Nouvelle-France.

### Chapitre quatrième
Le chapitre traite de l'attachement que les Canadiens français conservèrent pour le monarque français après la Conquête et l'émoi que provoqua l’exécution de Louis XVI. L'auteur raconte ensuite une série d'histoires familiales en lien avec la Conquête et la politique européenne, notamment celles les Tarieu de Lanaudière et les Léry.

### Chapitre cinquième
Aubert de Gaspé évoque la célèbre histoire de l'assassinat de Philibert tout en doutant que la célèbre inscription du Chien d'or soit une référence directe à l’assassinat. L'auteur lave Repentigny de plusieurs histoires calomnieuses qui ont circulé à son sujet à la suite de l’assassinat de Philibert. Le chapitre traite ensuite de l'Intendant Bigot. L'auteur rage, ici comme ailleurs dans l'ouvrage, des histoires qui ont été propagées par les Anglais à leur arrivée à Québec pour discréditer les anciennes élites de la Nouvelle-France et mieux installer le nouveau régime auprès de la population.

### Chapitre sixième
L'auteur raconte ses espiègleries d'enfance et son amitié avec Ives Cholette à, les frères Joseph et Charles Bazeau, Joseph McCarthy ainsi que de Jean Berniac dit Lafleur. Aubert de Gaspé semble avoir eu une enfance heureuse à Québec et aime prendre part aux querelles entre les enfants de son âge.

### Chapitre septième
Aubert de Gaspé se transporte à St-Jean-Port-Joli et narre une expédition vers le lac Trois-Saumons alors que l'auteur était adolescent. Il est guidé par le père Laurent Caron, habitué de l'endroit, et est accompagné de jeunes de son âge. Après la description d'une escalade ardue, l'auteur arrive au lac et décrit le spectacle qui se présente à lui : 
«  Ce qui frappe le plus, d'abord, est le profond et religieux silence qui règne dans cette solitude. Le touriste éprouve le sentiment de bien-être, de sécurité, d'un homme en butte aux persécutions de ses concitoyens, qui se trouverait transporté subitement dans un lieu de repos, hors de toute atteinte de la malice des hommes. Je ne fis pas alors cette réflexion ; j'étais à l'âge heureux où tout est rose dans la vie, mais je l'ai faite souvent depuis dans mes fréquentes visites à ces lieux solitaires. Jeunes gens libérés des entraves du collège, de la contrainte que nous inspiraient nos parents, nous éprouvâmes le vif sentiment d'indépendance du captif rendu à la liberté après une longue réclusion. Libre à nous de nous livrer à toutes les folies de la jeunesse dans ces lieux solitaires. Nous étions en effet transportés dans un monde nouveau, car à part nous et les deux oiseaux aquatiques qui traçaient de longs sillons sur la surface de l'onde aussi unie que la plus belle glace de Venise, pas un être vivant semblait animer cette solitude. Le temps était si calme que les sapins, les épinettes se miraient, penchés sur cet immense miroir, sans le moindre frémissement. Quelques îlots parsemés çà et là sur cette glace diaphane semblaient des bouquets de verdure qu'une dame aurait laissé tomber sur son miroir en faisant sa toilette  »
— Philippe Aubert de Gaspé, Chapitre septième de ses Mémoires
Le reste du chapitre est dédié à la légende que le père Caron raconte le soir autour du feu de camp le soir venu : Joseph Marie Aubé tombe malade alors qu'il court les bois. Un Huron trouve sa trace, le rejoint et tente de le soigner. Il est cependant trop tard pour Aubé, qui demande au Huron d'aller s'excuser pour la mauvaise vie qu'il a mené, en particulier à sa mère :
«  [Ma mère] me reprochait en pleurant de l'abandonner, elle vieille et infirme, sur le bord de la tombe, et je lui disais des insultes. Mais l'amour maternel ne rebute ni par l'ingratitude ni par les mauvais traitements. Elle ne répondait à mes injures que par les larmes, la patience, la tendresse et la résignation.  »
— Philippe Aubert de Gaspé, Chapitre septième de ses Mémoires
Selon la légende, entre la vie et la mort, Aubé combat le démon mais est finalement sauvé par une médaille que sa mère lui avait donné avant son départ. L'esprit d'Aubé hante toujours les environs du lac d'après la légende, ce qui ne manque pas d'impressionner le jeune Aubert de Gaspé et ses compagnons qui écoutent le récit autour du feu.  

### Chapitre huitième
L'auteur se livre à une série de considérations sur la libéralisation des mœurs et les progrès de la liberté d'expression depuis sa jeunesse: « Chacun donne aujourd'hui son opinion ouvertement, discute, sans crainte, les questions politiques les plus délicates, blâme l'Angleterre, la France, et tout cela impunément. Celui qui eût osé prendre cette licence autrefois aurait été considéré comme un French and bad subject, c'est-à-dire Français et sujet déloyal. On ne parlait alors que dans le tuyau de l'oreille. » L'auteur raconte, par exemple, que son père avait presque été vu comme un traitre par les Britanniques pour avoir exprimé un doute sur la défaite annoncée de Napoléon juste avant la bataille d'Austerlitz.
L'auteur parle ensuite d'une série de courses à pied auxquelles il participa pendant ses études juridiques à Québec et termine le chapitre par un portrait de Pierre-Jean de Sales Laterrière, qui était étudiant en même temps que lui. Tous les deux d'un caractère similaire, dotés d'une bonne humeur quasi constante, l'auteur écrit au sujet de certains de leurs espièglerie : « Si nous n'avons pas fait brûlé le séminaire, c'est que la Providence veillait sur cette maison qui a rendu des services si éminents à la jeunesse canadienne. »

### Chapitre neuvième
Ce chapitre est divisé en sous-sections ; chacune est dédié au souvenir de personnalités que l'auteur a côtoyées durant ses études : Louis-Joseph Papineau, Joseph Painchaud, Rémi Vallières de Saint-Réal, Louis Plamondon et Louis Moquin. Au sujet de Papineau, Aubert de Gaspé écrit : « La vie politique de ce grand homme est gravée, par le burin de l'histoire, en caractères indélébiles ; les luttes qu'il a soutenues pour conserver intacte une constitution octroyée par la Grande-Bretagne, et dont l'oligarchie  du Canada s'efforçait depuis longtemps d'arracher lambeaux sur lambeaux, sont inscrites en lettres de feu dans le cœur de ses compatriotes. »
L'auteur raconte ensuite une série d'anecdotes en lien avec ses études au séminaire de Québec et avec ses débuts dans la profession d'avocat.

## Citations
- « Que nos bons Canadiens [français] conservent toujours la foi vive de leurs ancêtres, source de tant de consolations dans cette vallée d'amertume[7]. »
- « Les Canadiens conservèrent, longtemps après la Conquête, un souvenir d'affection pour leurs anciens princes français[8]. »
- « [L]es matelots avaient pris la fuite après avoir défoncé deux panneaux de la porte et cassé je ne sais combien de vitres. Ce fut un spectacle bien divertissant pour moi, quand la nuit fut venue, de voir toutes les peines que se donnaient les vieilles Cholette pour empêcher le vent d'éteindre les chandelles ; mais elles réussirent à leur honneur en mettant leur garde-robe à contribution pour boucher les plus grands trous faits à leurs châssis. Les enfants s'amusent de tout[9]. »
- « Je ne puis m'empêcher de faire la remarque, quitte à me faire échiner par nos élégants d'aujourd'hui, que la plupart d'eux ont l'air de valets endimanchés comparés à ces vieillards des anciens jours[10]. »